# مسجد بابا کوهی باکووی
مسجد بابا کوهی باکووی (انگلیسی: Baba Kuhi Bakuvi Mosque) یکی از کهن‌ترین مساجد شهر باکو، پایتخت جمهوری آذربایجان و متعلق به سده ۹ تا ۱۰ میلادی است. این مسجد در بخش تاریخی ایچری‌شهر در شمال قلعه دختر واقع شده است. این مسجد احتمالاً متعلق به بابا کوهی باکویی محقق و حکیم ایرانی است.

## یافته‌ها
این مسجد در نتیجه کاوش‌های باستان‌شناسی که میان سال‌های ۱۹۹۰ تا ۱۹۹۳ توسط باستان‌شناس اهل جمهوری آذربایجان، فرهاد ابراهیم‌اف انجام شد، کشف شد.  در محراب مسجد کتیبه‌ای به زبان عربی یافت شد که با خط کوفی نوشته شده بود: «قدرت از آن خداست.» ویژگی‌های دیرینه‌نگاری کتیبه برای پژوهش‌گران باعث شد که این بنا را به سده ۹ تا ۱۰ میلادی نسبت دهند.
در نتیجه کاوش‌هایی در سال ۱۹۹۸ میلادی  دو اتاق از مسجد کشف شد.  مسجد شامل اتاق‌های مجاور و ستونی از طاق‌های نیزه‌ای، یک مجموعه واحد است.

## نگارخانه

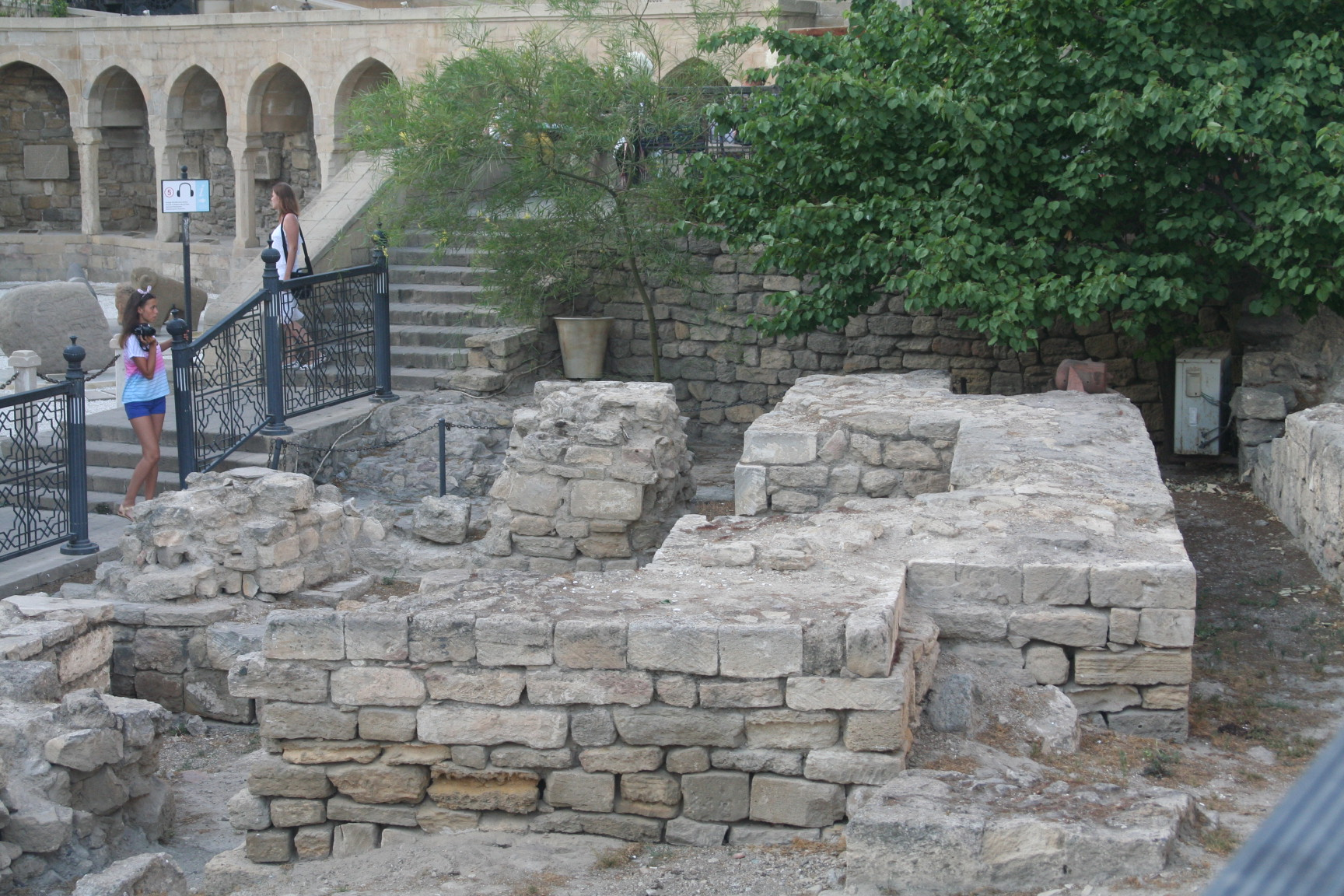
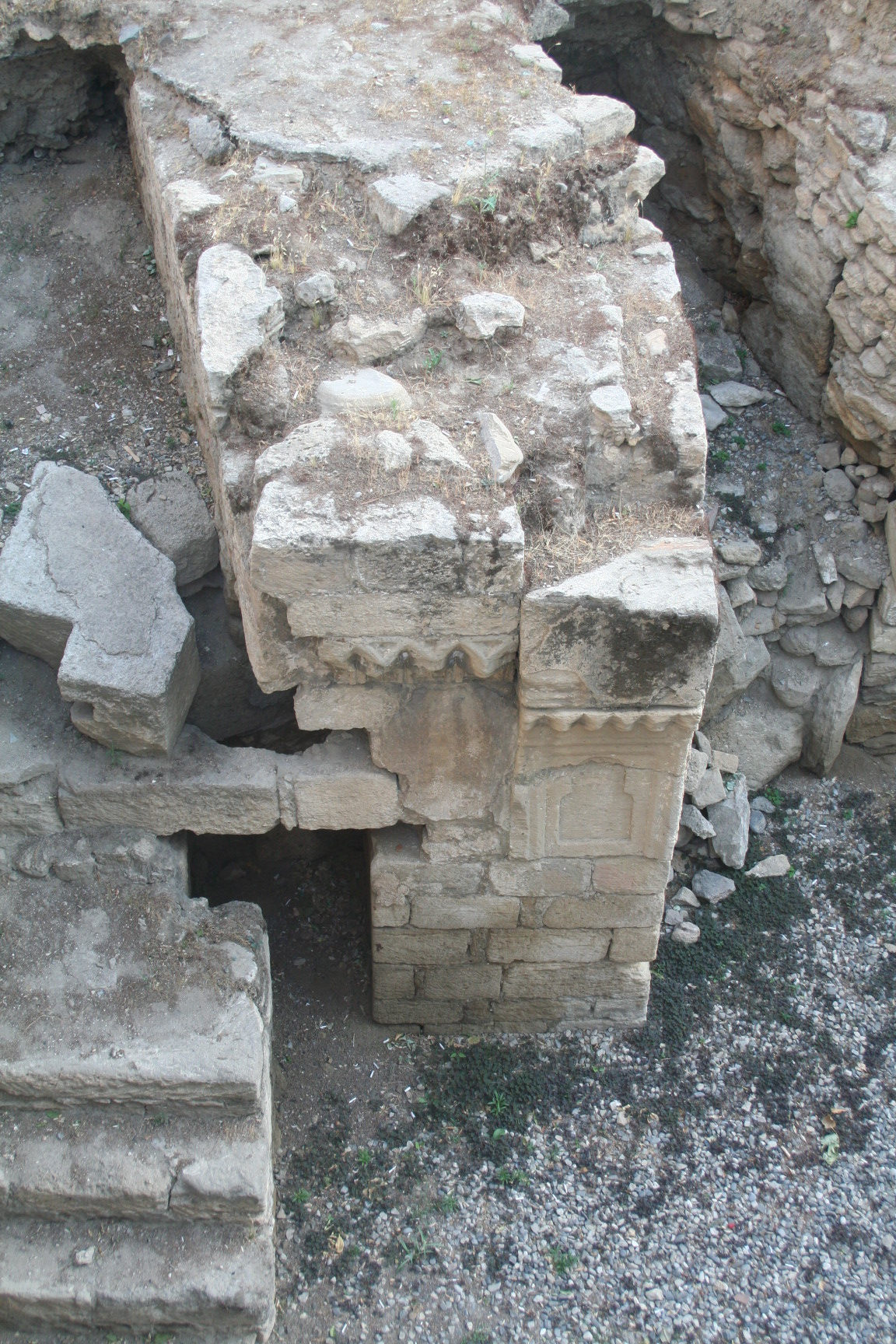
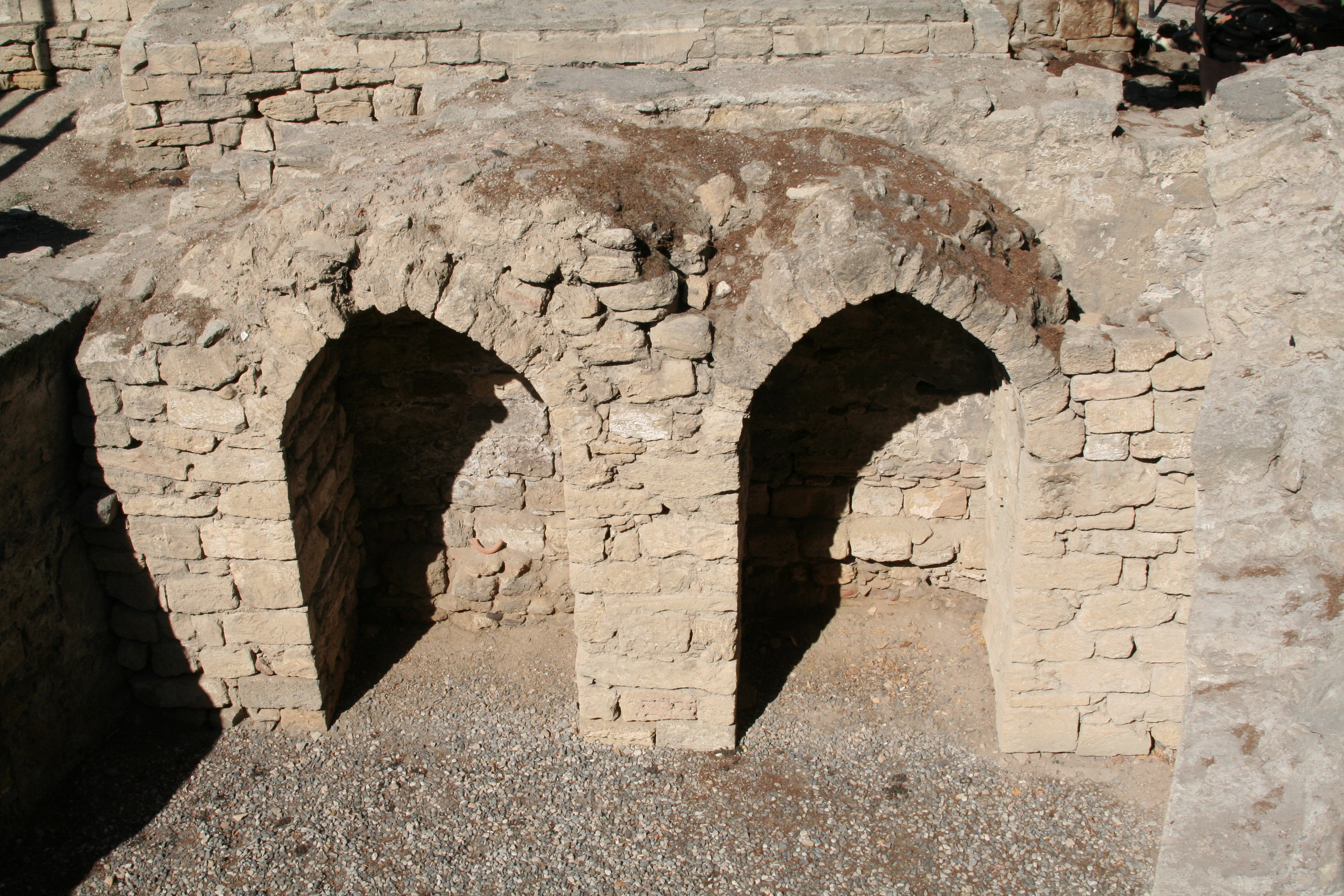
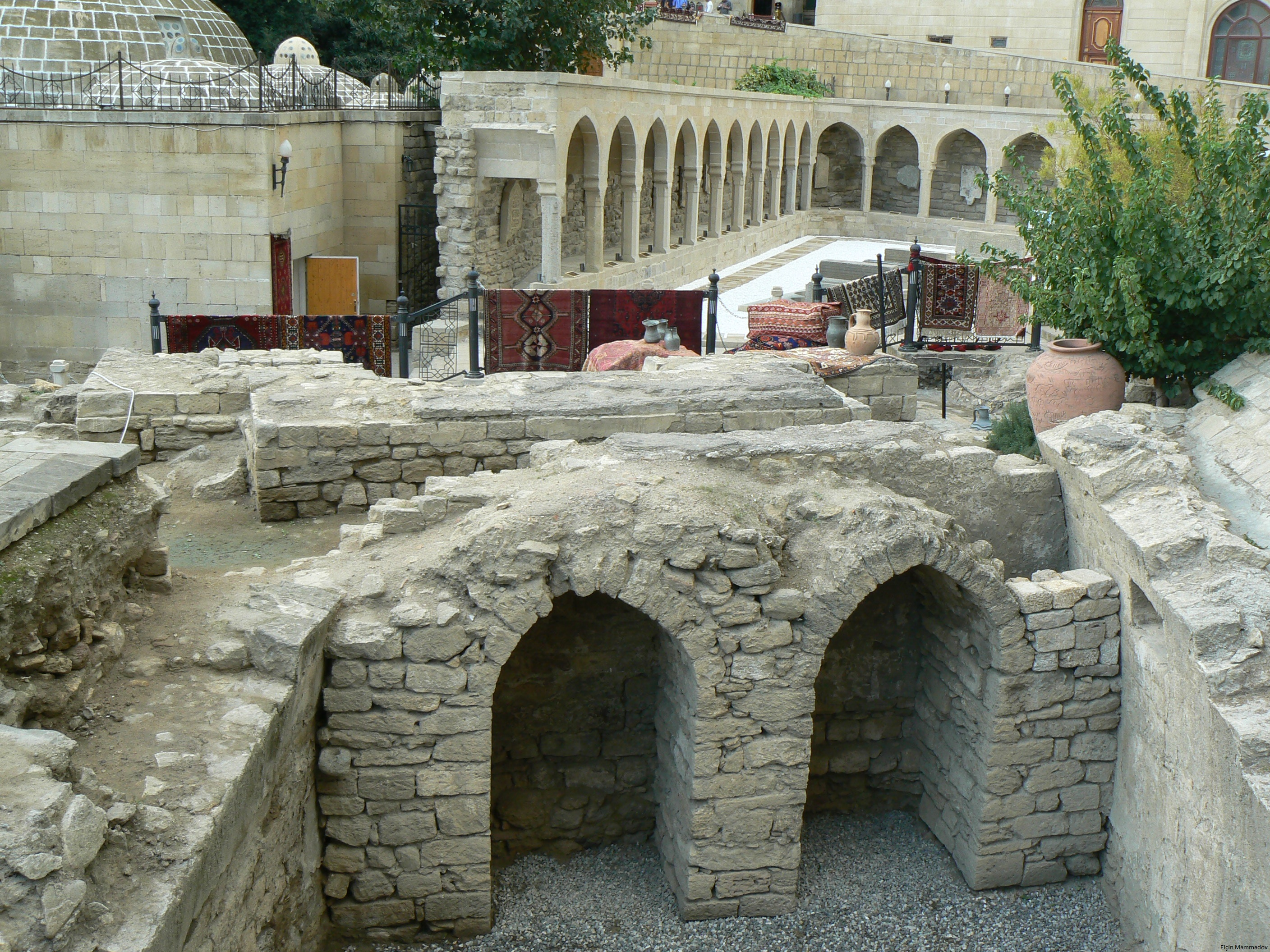
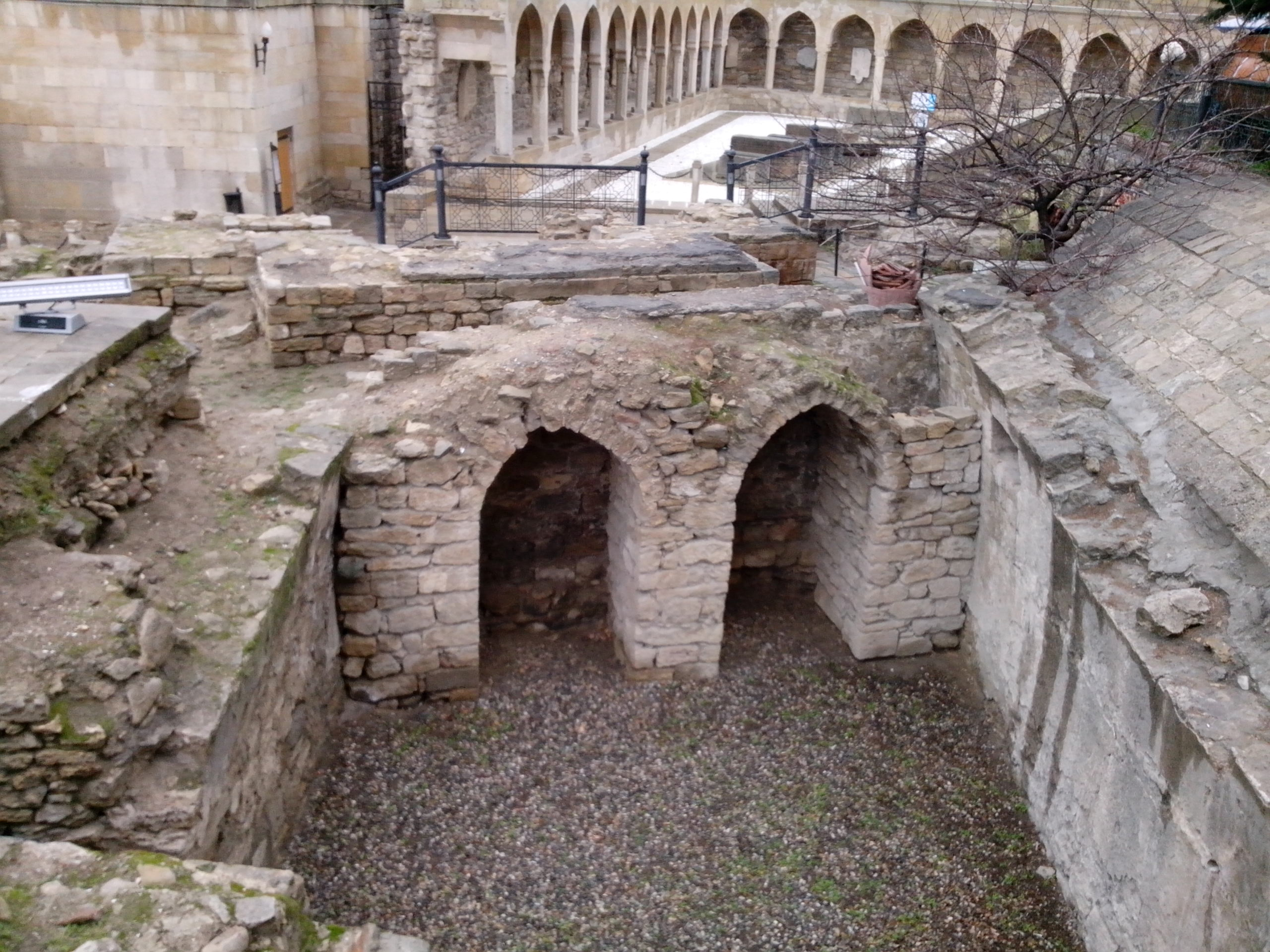
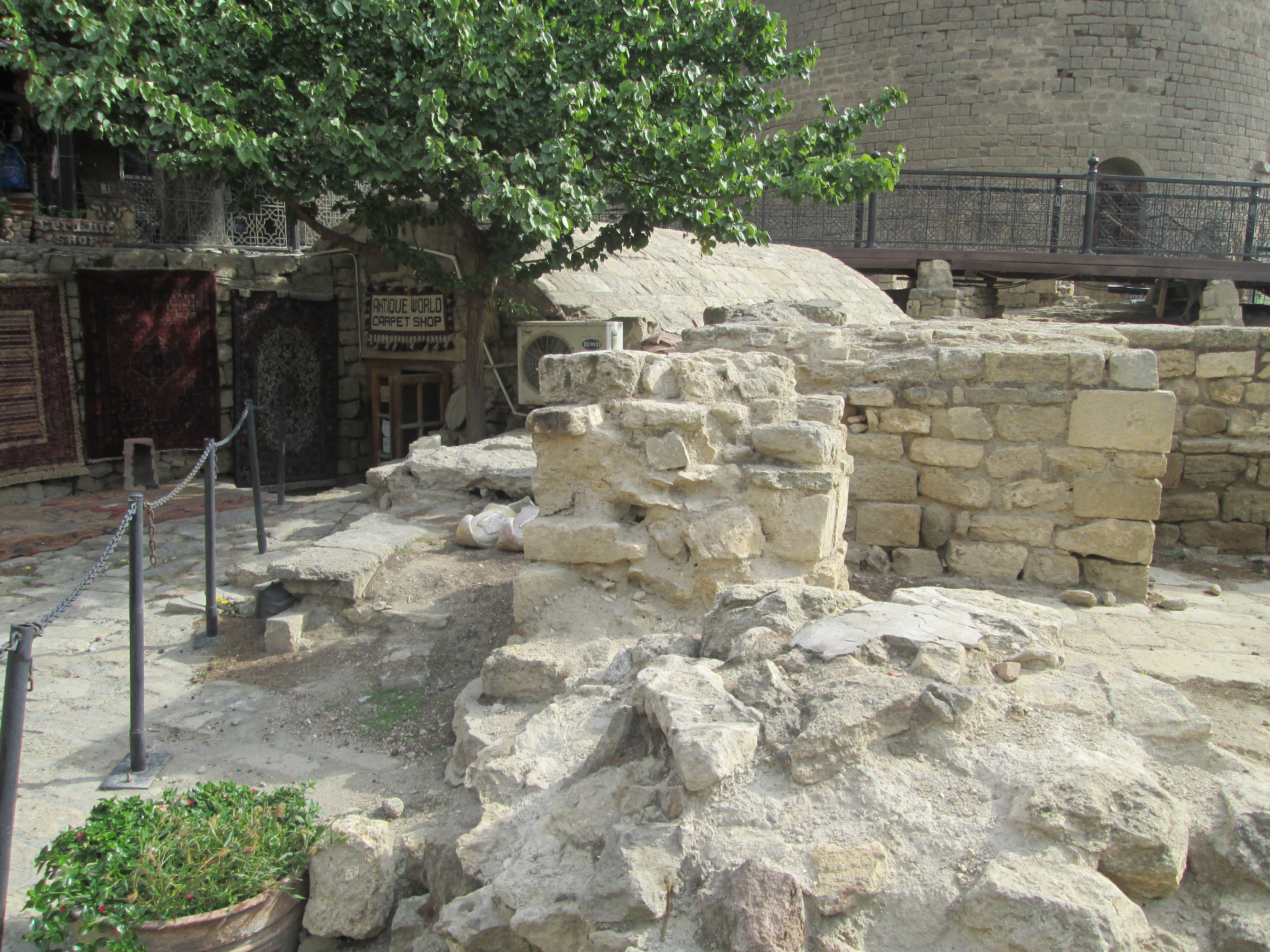